# La Bamboche 1
Albums de La Bamboche
La Bamboche 2
(1976)
La Bamboche 1, aussi appelé Le Tailleur de pierre, est le premier album studio du groupe folk français La Bamboche, sorti en 1975 en disque vinyle et en cassette audio.

## Historique
Produit par Hughes de Courson, directeur artistique chez Hexagone et membre fondateur (et, à l'époque, membre toujours actif) du groupe folk français Malicorne, l'album fut enregistré en 3 nuits et se vendit à 50 000 exemplaires.

## Liste des titres
Sources,,
| No  | Titre                                                      | Durée |
| --- | ---------------------------------------------------------- | ----- |
| 1.  | Le Tailleur de pierre / Bourrée du Brezou                  | 3:12  |
| 2.  | Complainte de Cartouche                                    | 2:59  |
| 3.  | Bois n'en donc / Bourrée d'Ébreuil / Gigue                 | 3:11  |
| 4.  | Montagnarde bourbonnaise                                   | 1:30  |
| 5.  | Les cent quatre vingt pucelles                             | 3:05  |
| 6.  | Regret / Mazurka de Lapleau / Pas d'été à l'Henri Caillaux | 5:20  |
| 7.  | Rosalie / La velhada                                       | 3:53  |
| 8.  | Filles qui êtes à marier                                   | 4:47  |
| 9.  | La Poule / La Louise / La bourrée de Chaumeil              | 3:30  |
| 10. | Les trois mineurs du chemin de fer                         | 3:14  |
| 11. | Le Buveur / Rigaudon                                       | 4:03  |

Tous titres traditionnels, adaptations et arrangements La Bamboche.

## Personnel
Sources,

### La Bamboche
- Jean Blanchard (épinette des Vosges, violon, accordéon diatonique, concertina, chant)
- Jacky Bardot (guitare, mandoline, chant)
- Bernard Blanc (vielle à roue, flûte, cabrette, sonnailles, chant)
- Jacques Boisset (violon, épinette des Vosges, percussion, chant)

## Crédits
Source
- Enregistré aux Studios Acousti (Paris, France)
- Prise de son : Bruno Menny, Philippe Mas
- Réalisation : Hughes de Courson